# Louis Rougier
Louis Auguste Paul Rougier (nome de nascimento: Paul Auguste Louis Rougier) (fr; 10 abril 1889 – 14 outubro 1982) foi um filósofo francês que introduziu a ideia do neoliberalismo na França na década de 1930. Rougier fez muitas contribuições importantes para a epistemologia, filosofia da ciência, filosofia política e a história do cristianismo.

## Primeiros anos
Rougier nasceu em Lyon. Debilitado pela pleurisia em sua juventude, foi declarado inapto para o serviço na Primeira Guerra Mundial e dedicou sua adolescência a atividades intelectuais. Estudou filosofia sob a orientação de Edmond Goblot.
Após receber a agrégation em filosofia pela Universidade de Lyon, qualificou-se como professor de filosofia em 1914 e trabalhou como professor em vários liceus, antes de lecionar na École Chateaubriand de Roma, Besançon, na Universidade do Cairo, no Institut Universitaire des Hautes Études Internationales de Genève (Instituto de Estudos Internacionais de Pós-Graduação de Genebra), e na Fondation Édouard-Herriot (Fundação Édouard-Herriot) em Lyon.
Em 1920, obteve seu doutorado pela Sorbonne e publicou sua tese de doutorado como La philosophie géometrique de Poincaré e Les paralogismes du rationalisme. Rougier, no entanto, já tinha várias publicações em seu nome, começando com um artigo de 1914 sobre o uso da geometria não-euclidiana na teoria da relatividade.

## Carreira
Rougier lecionou em Argel de 1917 a 1920 e depois em Roma de 1920 a 1924. Seu primeiro cargo universitário na França foi na Universidade de Besançon em 1925, onde serviu no corpo docente até sua demissão em 1948 por razões políticas. Outros cargos universitários foram no Cairo de 1931 a 1936, na New School for Social Research de 1941 a 1943 e na Universidade de Montreal em 1945. O último cargo acadêmico de Rougier foi na Universidade de Caen em 1954, mas ele se aposentou aos 66 anos após apenas um ano lá.

## Filosofia
Sob a influência de Henri Poincaré e Ludwig Wittgenstein, Rougier desenvolveu uma filosofia baseada na ideia de que os sistemas de lógica não são nem apodíticos (ou seja, necessariamente verdadeiros e, portanto, dedutíveis) nem assertóricos (ou seja, não necessariamente verdadeiros e cuja verdade deve, portanto, ser induzida através de investigação empírica). Em vez disso, Rougier propôs que os vários sistemas de lógica são simplesmente convenções adotadas com base em circunstâncias contingentes.
Essa visão, que implica que não existem verdades a priori "objetivas" que existam independentemente da mente humana, assemelhava-se muito ao positivismo lógico do Círculo de Viena. Muitos membros desse grupo, incluindo Philipp Frank, admiravam muito o trabalho de Rougier de 1920, Les paralogismes du rationalisme. Rougier logo se tornou o principal associado francês do grupo e formou laços pessoais estreitos com vários de seus principais membros, incluindo Moritz Schlick (a quem o livro de Rougier de 1955, Traité de la connaissance, é dedicado) e Hans Reichenbach. Rougier também participou como organizador e contribuidor em muitas atividades do Círculo de Viena, incluindo a Enciclopédia Internacional da Ciência Unificada. No entanto, a própria contribuição de Rougier para a Enciclopédia nunca se materializou, porque ele logo se tornou um dos muitos participantes que acabaram discutindo com Otto Neurath, o editor-chefe do projeto.

## Religião
A posição filosófica convencionalista de Rougier naturalmente o levou a se opor ao Neotomismo, que havia sido a filosofia oficial da Igreja Católica Romana desde a encíclica Aeterna Patris de 1879, mas que estava ganhando particular impulso durante as décadas de 1920 e 1930. Rougier publicou várias obras durante esse período atacando o renascimento contemporâneo da escolástica, ganhando assim a inimizade pessoal de proeminentes tomistas como Étienne Gilson e Jacques Maritain.
No entanto, as objeções de Rougier ao Neotomismo não eram meramente filosóficas, mas faziam parte de uma oposição geral ao Cristianismo que ele já havia começado a desenvolver durante sua adolescência sob a influência de Ernest Renan. Sua oposição inicial ao Cristianismo continuou a influenciar o trabalho intelectual da maturidade de Rougier e o levou, em 1926, a publicar uma tradução de Celso que ainda é usada hoje.

## Política
Rougier também foi um filósofo político na tradição liberal de Montesquieu, Constant, Guizot e Tocqueville. De acordo com sua epistemologia convencionalista, Rougier acreditava que o poder político se baseia em reivindicações eternamente válidas, que ele chamou de místicas. A única razão possível para preferir um sistema político a outro, acreditava ele, não depende de tais verdades eternas, mas puramente de fundamentos pragmáticos. Em outras palavras, os sistemas políticos deveriam ser escolhidos não com base em quão "verdadeiros" são, mas em quão bem funcionam.
Após visitar a União Soviética em 1932 em uma visita patrocinada pelo Ministério da Educação francês, Rougier se convenceu de que uma economia planificada não funciona tão bem quanto uma economia de mercado. Essa convicção o levou a participar da organização da primeira organização neoliberal do século XX, o Colóquio Walter Lippmann, em 1938. Nesse ano, Rougier ajudou a fundar o Centre international d'études pour la rénovation du libéralisme. A rede política estabelecida por ambos os grupos eventualmente levou à fundação em 1947 da famosa Sociedade Mont Pelerin, para a qual Rougier foi eleito na década de 1960 através do apoio pessoal de Friedrich Hayek.
Rougier, como um dos pais fundadores do neoliberalismo, sem dúvida teria sido admitido na primeira reunião da Sociedade Mont Pelerin, não fosse um segundo engajamento político, que se mostrou desastroso para sua carreira e reputação: suas atividades em nome do regime de Vichy na França durante a Segunda Guerra Mundial. Em outubro de 1940, o Chefe de Estado francês Philippe Pétain enviou Rougier em uma missão secreta ao governo britânico em Londres, onde Rougier se encontrou com Winston Churchill entre 21 e 25 de outubro.
Rougier mais tarde alegou em várias obras publicadas que essas reuniões resultaram em um acordo entre Vichy e Churchill que ele chamou de Mission secrète à Londres : les Accords Pétain-Churchill, uma alegação que o governo britânico posteriormente negou em um Livro Branco oficial. Embora essas atividades e publicações eventualmente tenham levado à demissão de Rougier em 1948 de sua posição de ensino na Universidade de Besançon, ele continuou ativo ao longo da década de 1950 em organizações que defendiam Pétain. Ele também publicou obras denunciando a épuration, o equivalente francês da desnazificação, que foi realizada no território anteriormente de Vichy pelos Aliados após a guerra, como ilegal e totalitária. Finalmente, Rougier participou ativamente de um esforço que peticionou às Nações Unidas em 1951, alegando que os Aliados haviam cometido violações de direitos humanos e crimes de guerra durante a Libération.
Na década de 1970, Rougier formou uma segunda aliança política controversa: com a Nova Direita do escritor francês Alain de Benoist. A oposição de longa data de Rougier ao Cristianismo, juntamente com sua convicção de que "o Ocidente" possui uma mentalidade pragmaticamente superior às de outras culturas, alinhava-se estreitamente com as visões desse movimento. Benoist reeditou e escreveu prefácios para várias das obras anteriores de Rougier e, em 1974, o think tank de Benoist, GRECE, publicou um livro inteiramente novo de Rougier: Le conflit du Christianisme primitif et de la civilisation antique.

## Morte
Rougier viveu até os 93 anos e foi sobrevivido por sua terceira esposa, Lucy Elisabeth (nascida Herzka) Friedmann (1903-1989). Dra. Friedmann, com quem se casou em 1942, era uma ex-secretária de Moritz Schlick. Embora Friedman tivesse uma filha de um casamento anterior, o próprio Rougier não teve filhos.

## Obras selecionadas
- 1919. La matérialisation de l'énergie: essai sur la théorie de la relativité et sur la théorie des quanta. Paris: Gauthier-Villars. Tradução para o inglês por Morton Masius: 1921. Philosophy and the new physics; an essay on the relativity theory and the theory of quanta. Philadelphia: P. Blakiston's Son & Co.; London: Routledge.
- 1920. La philosophie géométrique de Henri Poincaré. Paris: F. Alcan.
- 1920. Les paralogismes du rationalisme: essai sur la théorie de la connaissance. Paris: F. Alcan.[11][12]
- 1921. En marge de Curie, de Carnot et d'Einstein: études de philosophie scientifique. Paris: Chiron.
- 1921. La structure des théories déductives; théorie nouvelle de la déduction. Paris: F. Alcan.
- 1924. La scolastique et le thomisme. Paris: Gauthier-Villars.
- 1929. La mystique démocratique, ses origines, ses illusions. Paris: E. Flammarion.
- 1933. L'origine astronomique de la croyance pythagoricienne en l'immortalité céleste des âmes. Cairo: L'institut français d'archéologie orientale.
- 1938. Les mystiques économiques; comment l'on passe des démocraties libérales aux états totalitaires. Paris: Librairie de Médicis.
- 1945. Les accords Pétain, Churchill: historie d'une mission secrète. Montréal: Beauchemin.
- 1945. Créance morale de la France. Montréal: L. Parizeau.
- 1947. La France jacobine. Bruxelles: La Diffusion du livre.
- 1947. La défaite des vainqueurs. Bruxelles: La Diffusion du livre.
- 1947. La France en marbre blanc: ce que le monde doit à la France. Genève: Bibliothèque du Cheval ailé.
- 1948. De Gaulle contre De Gaulle. Paris: Éditions du Triolet.
- 1954. Les accord secrets franco-britanniques de l'automne 1940; histoire et imposture. Paris: Grasset.
- 1955. Traité de la connaissance. Paris: Gauthier-Villars.
- 1957. L'épuration. Paris: Les Sept couleurs.
- 1959. La religion astrale des Pythagoriciens. Paris: Presses Universitaires de France.
- 1960. La métaphysique et le langage. Paris: Flammarion.
- 1966. Histoire d'une faillite philosophique: la Scolastique. Paris: J.-J. Pauvert.
- 1969. Le Génie de l'Occident: essai sur la formation d'une mentalité. Paris: R. Laffont. Tradução para o inglês: 1971. The Genius of the West. Los Angeles: Nash.
- 1972. La genèse des dogmes chrétiens. Paris: A. Michel.
- 1974. Le conflit du Christianisme primitif et de la civilisation antique. Paris: GRECE.
- 1980. Astronomie et religion en Occident. Paris: Presses universitaires de France.